# Ralf Hauptmann
Ralf Hauptmann (* 20. září 1968, Eberswalde) je bývalý německý fotbalista, obránce, reprezentant Východního Německa (NDR).

## Fotbalová kariéra
Ve východoněmecké oberlize hrál za Dynamo Drážďany, nastoupil v 60 ligových utkáních a dal 5 gólů. V letech 1989 a 1990 získal s Dynamem Drážďany mistrovský titul a v roce 1990 východoněmecký fotbalový pohár. Po sjednocení Německa hrál v Bundeslize za Dynamo Drážďany a 1. FC Köln, nastoupil ve 205 bundesligových utkáních a dal 5 gólů. V Poháru mistrů evropských zemí nastoupil ve 3 utkáních a v Poháru UEFA nastoupil v 7 utkáních. Kariéru končil v nižších soutěžích v týmu Chemnitzer FC. Za reprezentaci Východního Německa (NDR) nastoupil v letech 1989–1990 ve 4 utkáních.

## Ligová bilance
| Ročník                                  | Zápasy | Góly | Klub            |
| --------------------------------------- | ------ | ---- | --------------- |
| DDR-Oberliga 1987/88                    | 13     | 1    | Dynamo Drážďany |
| DDR-Oberliga 1988/89                    | 22     | 3    | Dynamo Drážďany |
| DDR-Oberliga 1989/90                    | 10     | 1    | Dynamo Drážďany |
| DDR-Oberliga 1990/91                    | 15     | 0    | Dynamo Drážďany |
| Německá fotbalová Bundesliga 1991/92    | 37     | 0    | Dynamo Drážďany |
| Německá fotbalová Bundesliga 1991/92    | 30     | 0    | Dynamo Drážďany |
| Německá fotbalová Bundesliga 1993/94    | 31     | 1    | 1. FC Köln      |
| Německá fotbalová Bundesliga 1994/95    | 23     | 2    | 1. FC Köln      |
| Německá fotbalová Bundesliga 1995/96    | 25     | 0    | 1. FC Köln      |
| Německá fotbalová Bundesliga 1996/97    | 28     | 2    | 1. FC Köln      |
| Německá fotbalová Bundesliga 1997/98    | 18     | 0    | 1. FC Köln      |
| 2. německá fotbalová Bundesliga 1998/99 | 27     | 1    | 1. FC Köln      |
| 2. německá fotbalová Bundesliga 1999/00 | 14     | 2    | 1. FC Köln      |
| Německá fotbalová Bundesliga 2000/01    | 13     | 0    | 1. FC Köln      |
| CELKEM DDR-Oberliga                     | 60     | 5    |                 |
| CELKEM Německá fotbalová Bundesliga     | 205    | 5    |                 |